# Pichling (Linz)
Pichling ist ein Linzer Stadtteil südlich der Traun.
Pichling liegt in den Katastralgemeinden Pichling, Posch und teilweise Ufer. Die Katastralgemeinde Pichling ist nur etwa halb so groß wie der gleichnamige Stadtteil. Sie greift zwar im Südwesten weiter aus als der Statistische Bezirk, allerdings gehören die flussnahen Gebiete zu den Katastralgemeinden Ufer und Posch.

## Geografie
Der Stadtteil Pichling grenzt im Südwesten an den Stadtteil Ebelsberg, im Nordwesten an Industriegebiet-Hafen und im Westen, in einem kurzen Abschnitt, auch an Kleinmünchen-Auwiesen. Angrenzende Gemeinden sind im Süden Sankt Florian, im Südosten Asten, im Osten Luftenberg und im Norden Steyregg.
| Industriegebiet-Hafen | Steyregg                                    |            |
| Kleinmünchen-Auwiesen | Kompassrose, die auf Nachbargemeinden zeigt | Luftenberg |
| Ebelsberg             | St. Florian (Linz-Land)                     | Asten      |

## Geschichte
Der Ortsname geht auf den Flurnamen zurück, der erstmals 1222 als Puhel schriftlich bezeugt ist (zu mittelhochdeutsch bühel Hügel). Die Siedlung dort wurde durch Anhängen des -ing-Suffixes bezeichnet, so heißt Pichling Siedlung am Hügel.
Der Stadtteil wurde mit 1. Jänner 2014 geschaffen. Das Gebiet gehörte zuvor zum Stadtteil Ebelsberg.

## Gewässer
Der Stadtteil wird im Nordwesten durch die Traun und im Nordosten durch die Donau begrenzt. Im Norden, nahe der Traunmündung in die Donau, liegen der Große- und der Kleine Weikerlsee, im Süden der Pichlinger See.

## Infrastruktur
Im Norden, nahe den Weikerlseen, liegt die auf dem Reißbrett entworfene Siedlung Solar City.

## Bauwerke

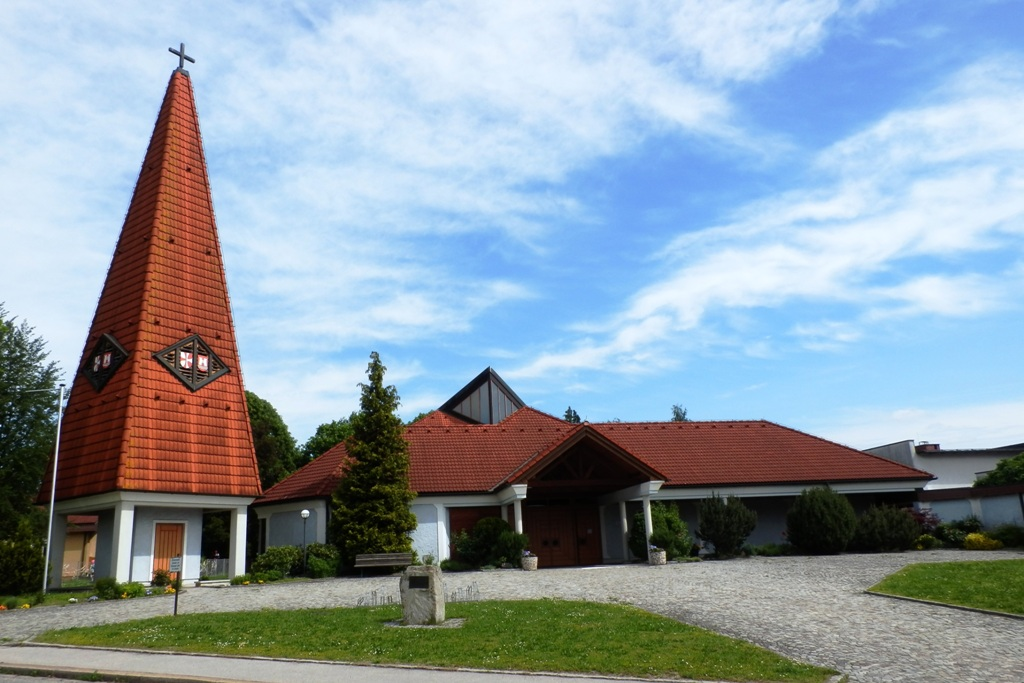
Pfarrkirche Pichling
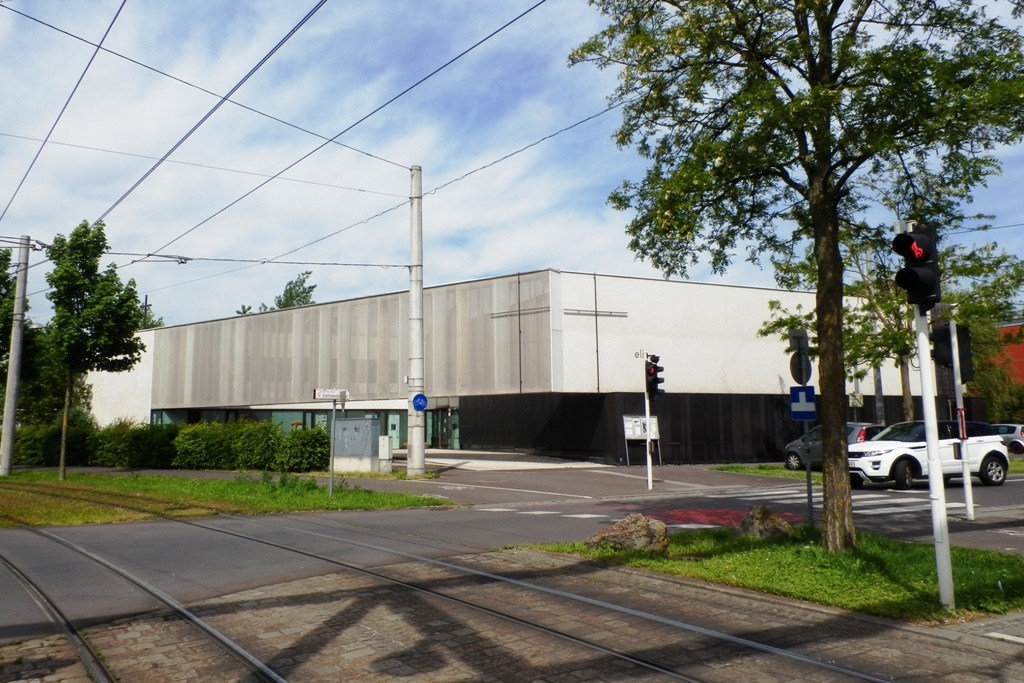
Pfarrkirche Solarcity

- Pfarrkirche Pichling
- Pfarrkirche Solarcity